# Присады (Киреевский район)
Присады — посёлок станции (станция) в Киреевском районе Тульской области России.
В рамках административно-территориального устройства входит в Новосельский сельский округ Киреевского района, в рамках организации местного самоуправления включается в сельское поселение Шварцевское.

## География
Расположен на реке Шат, в 22 км к северо-западу от города Киреевска и в 16 км к юго-востоку от центра Тулы. 
Железнодорожная станция Присады (на линии Узловая — Тула).

## Население
| 2002 | 2010 |
| ---- | ---- |
| 519  | ↘380 |